# 欧洲地理极点
本欧洲地理极点列表羅列了欧洲地理上最高、最北、最南、最東和最西的地點。由於欧洲的定义和邊界沒有統一的定義﹐有一些极点的位置存在爭議。

## 欧洲陆地四至点，包括岛屿
- 最北端：
  - 俄罗斯的法兰士约瑟夫地群岛中鲁道夫岛上的弗利格利角（北纬81°48′24″）。但法兰士约瑟夫地接近欧洲和亚洲分界线，时有争议。
  - 挪威斯瓦尔巴的罗斯岛（北纬81°）。[1][2]

- 最南端：
  - 希腊的加夫佐斯岛[3]上的特里皮蒂角（Cape Trypiti，北纬34°48′02″）。
  - 塞浦路斯岛与欧洲在文化上关联紧密，而且它还是欧盟成员；塞浦路斯的最南端是英军的阿克罗蒂里空军基地（英语：RAF Akrotiri）(北纬34°35′)。
  - 葡萄牙的马德拉群岛是欧洲和非洲的边界，其中的萨维奇群岛(北纬30°8′43″)为最南端。
  - 西班牙加那利群岛中的耶罗岛上的拉雷斯廷加（西班牙语：La Restinga (El Hierro)） (北纬27°45′)行政上可以认为是欧洲的一部分，自然地理学上却不属于欧洲。

- 最西端：
  - 葡萄牙亚速尔群岛的蒙奇克岛（葡萄牙語：Ilhéu do Monchique）(西经31°16′30″)，但是该处位于北美洲板块。
  - 葡萄牙亚速尔群岛的法亚尔岛(西经28°50′00″)是欧亚板块海平面以上的最西端。

- 最东端：俄罗斯新地岛北岛的弗利辛斯基角（俄语：Флиссингский）(东经69°02′)，该岛在地理上是乌拉尔山脉的北方延伸。[4]

## 欧洲大陆四至点
- 最北端：挪威诺尔辰角(北纬71°08′02″，东经27°39′00″)。

- 最南端：西班牙塔里法角(北纬36°00′15″)。

- 最西端：葡萄牙罗卡角(西经9°29'56.44)[5] [註 1]

- 最东端：欧洲最东端取决于对欧洲东部界限的定义，若采用最常见的定义（乌拉尔山脉为分水岭的划分），则最东端位于一座海拔545米的山峰，坐标为68°18′37″N 66°37′05″E / 68.31028°N 66.61806°E，许多地图采用这一画法，如苏联总参谋部地图、谷歌地球/谷歌地图等。该山峰西南17千米处有一座高875米，名为戈拉阿诺拉加的山峰；东北60千米处是喀拉海。

## 海拔极点
- 最高点：最高点取决于欧洲的定义：
  - 以高加索山脉分水岭划分是最常见的亚欧划分方式，按此，俄罗斯境内海拔5642米的的厄尔布鲁士山是欧洲最高峰，该峰距高加索分水岭11千米。[6][7]
  - 除开高加索山脉，法国和意大利交界处海拔4810米的勃朗峰是欧洲最高峰。[8]
- 最低点：
  - 自然，露天：里海沿岸，海拔-28米。[9]
  - 自然，水下：伊奥尼亚海中的卡吕普索深渊（英语：Calypso Deep）,海拔-5267米。[10]
  - 自然，地下：取决于欧洲的定义。格鲁吉亚阿布哈兹的距地表深度2212米的韦廖夫金洞穴[11]，或奥地利的距地表深度1632米的兰普雷希茨洞穴（英语：Lamprechtsofen）[12]。[13]
  - 人工，露天：德国的哈姆巴赫露天矿坑（英语：Hambach surface mine）,海拔-293米。[14]
  - 人工，地下：俄罗斯的科拉超深钻孔，距地表深度12262米。

## 外部連結
1. ↑  爱尔兰岛, 作为欧洲大陆架的一部分，在末次冰期时与大陆相连，岛上存在比罗卡角更西的地点（见爱尔兰地理极点)。